# MacDonald Taylor (Fußballspieler, 1957)
MacDonald Taylor (* 27. August 1957 in Trinidad und Tobago) ist ein ehemaliger Fußballspieler von den Amerikanischen Jungferninseln. Er spielte auf der Position des Verteidigers für die Fußballnationalmannschaft der Amerikanischen Jungferninseln.
Taylor hält den Rekord für den ältesten Spieler, der je an einem Weltmeisterschafts-Qualifikationsspiel teilnahm. Bei der 0:7-Niederlage im Qualifikationsspiel für die Fußball-Weltmeisterschaft 2006 gegen die Nationalmannschaft von St. Kitts und Nevis, das am 31. März 2004 in Basseterre stattfand, war er 46 Jahre und 217 Tage alt. Bereits im Hinspiel am 18. Februar 2004 hatte er den bis dahin bestehenden Altersrekord eingestellt.